# Stefan Andreae
Stefan Andreae (* 22. August 1931 in Graz; † Februar 2011) war ein  deutscher römisch-katholischer Pastoraltheologe.
Stefan Andreae, Sohn des Nationalökonomen Wilhelm Andreae und der Schriftstellerin Illa Andreae, studierte katholische Theologie und wurde zum Priester geweiht. Er wurde 1960 in Rom mit der Dissertation „Die Verheißung des Parakleten nach der Exegese des hl. Augustinus“ promoviert. Am 9. Juli 1970 wurde er an der Universität Würzburg bei Heinz Fleckenstein habilitiert und war dort bis zum Wintersemester 1972/73 Privatdozent. 1972 wurde er Leiter des Pastoralpsychologischen Beratungsdienstes der Erzdiözese Köln. Seit 1973 war er dazu außerplanmäßiger Professor für Pastoraltheologie an der Katholisch-Theologischen Fakultät der Universität Bonn. Ferner war er bis 1991 als Seelsorger an St. Antonius in Seligenthal (Sieg) tätig. Anschließend heiratete er.

## Veröffentlichungen
- Pastoraltheologische Aspekte der Lehre Sigmund Freuds von der Sublimierung der Sexualität, Eichstätter Studien  9, Kevelaer, Butzon und Bercker 1974 (= Habilitationsschrift)
- Seligenthaler Predigten, Seligenthal, Kirchengemeinde Seligenthal 1996